# Александровка (Александровский сельский совет, Доманёвский район)
Алекса́ндровка (укр. Олександрівка) — село в Доманёвском районе Николаевской области Украины.
Основано в 1833 году. Население по переписи 2001 года составляло 385 человек. Почтовый индекс — 329657. Телефонный код — 5152. Занимает площадь 0,908 км².

## Местный совет
56465, Николаевская обл., Доманёвский р-н, с. Александровка, ул. Мира, 36